# Тит Квинкције Фламинин
Тит Квинкције Фламинин (лат. Titus Quinctius Flamininus, око 227. п. н. е. — 174. п. н. е.) је био римски политичар, војсковођа и конзул, познат по освајању Грчке. Победио је Филипа V Македонскога 197. п. н. е. у бици код Киноскефала. Након победе наметнуо је мировни споразум, који је омогућио римску хегемонију у Грчкој. Водио је и рат против спартанскога краља Набида, којим је и на Пелопонезу успоставио стање по римској мери. У Грчкој је стварао систем равнотеже снага, тако да није дозволио да се потпуно порази Етолски савез, који му је био потребан као конкурент Македонији. По истом принципу равнотеже снага спречавао је да Ахајски савез оствари велику хегемонију на Пелопонезу.

## Ране дужности
Члан је рода Квинкција, а брат му је исто тако био конзул Луције Квинкције Фламинин.
Пошто је био млад за време Другога пунскога рата веома рано је изучио војни занат на бојном пољу. Служио је 208. п. н. е. као војни трибун у војсци Марка Клаудија Марцела. Након Марцелове погибије био је 205. п. н. е. именован управником области око Тарента, укључујући и сам Тарент, који је тада био поново освојен. Ту се истакао и на бојном пољу и правичном администрацијом. Био је изабран за главнога комесара задуженога да дели јавну земљу у Самнијуму и Апулији Сципионовим ратним ветеранима. Био је изабран за тријумвира надлежнога да попуни колонију у Венусији, у којој је због рата знатно смањен број становника. Био је квестор 199. п. н. е.

## Изабран за конзула
Кандидовао се 198. п. н. е. за конзула иако пре тога није био ни едил, ни трибун ни претор. Народни трибуни су због тога протестовали, па је Сенат онда дао народу на одлучивање. Изабран је за конзула, иако још није имао 30 година, а пре тога није био биран ни за едила. Добио је Македонију као провинцију. Римска република је од 200. п. н. е. водила са Македонијом Други македонски рат. Према одлуци Сената мобилизовао је додатних 8.000 пешака и 800 коњаника, као појачање војсци, која је већ била ангажована у Другом македонском рату. Изабрао је истакнуте ветеране, који су током Другога пунскога рата ратовали у Хиспанији и Африци.

## Долазак у Епир
Пожурио је у Грчку, са циљем да не изгуби драгоцено време попут његових претходника. Отпловио је из Брундизија на Коркиру, па онда у римски логор у Епиру, где је преузео заповедништво од Публија Вилија Тапула. Имао је две могућности, да заобилазним путевима нападне Македонију или да нападне директно македонску војску, која се тада налазила на изузетно повољном положају на прелазу Антигонеји. Бојао се да би у случају да крене околним путевима поново читаво лето могао да изгуби, а да не дође до одлучне битке са непријатељем, што се десило претходној двојици конзула. Планине крај реке Аус на прелазу Антагонеји држала је македонска фаланга, а њихови положаји били су заштићени стрелцима, лаком пешадијом и великим бројем катапулта и балиста распоређених по планинским обронцима.

## Битка на реци Аус
Око 40 дана Тит Квинкције Фламинин није успевао да нађе решење како да заузме прелаз Антигонеју. Почео је због тога и да преговара са македонским краљем Филипом V Македонским. Међутим тражио је од Филипа превише, тако да је Филип његове предлоге да ослободи Грчку и Тесалију могао само да протумачи као дрске предлоге младога војсковође, који се још није прекалио. Хароп, вођа проримске фракције у Епиру, довео је једнога пастира, који је познавао околне планинске путеве, уз помоћ којих је могао да се избегне прелаз, који је заузимала македонска војска. Фламинин је онда одабрао 4.000 пешака и 300 коњаника и послао их да иду са пастиром. Трећега дана стигли су на позиције изнад македонске војске и јавили су се димним сигналом. Римска војска је напала са две стране и истерала је македонску војску са прелаза. Македонска војска је изгубила око 2.000 војника, а Филип V Македонски се после тога повукао у Тесалију.

## Поход на Тесалију
Епир се одмах након тога предао Римљанима, па је римска војска кренула преко планинских пролаза у Тесалију. Филип је одлучио да непријатељу остави пустош, па је током повлачења кроз Тесалију иза себе спаљивао и савезничке територије, које није могао да брани. Фламинин је заузео Фалориј након опсаде и жилавога отпора македонскога гарнизона. Град је као упозорење осталима опљачкао и спалио до темеља. Међутим важнији градови у Тесалији били су добро утврђени и брањени, а Филип је успоставио логор крај Темпе, одакле је пружао помоћ својим савезницима. Фламинин је након дуготрајне и мучне опсаде Харакса на Пенеју био присиљен да дигне опсаду, па је након пустошења околних територија отишао у Фокиду.

## Мировни преговори
Предало му се неколико градова у Фокиди. У то време је Титов брат Луције Квинкције Фламинин командовао је флотом и успео је да убеди Ахајски савез да ступи у савез са Римљанима. Након дужега опседања Тит Квинкције Фламинин заузео је Елатеју, а након тога римска војска је зимовала у Локриди и Фокиди. Током зиме 198/197. п. н. е. Опус се побунио, па је македонски гарнизон морао да се повуче у утврђење. Део грађана је позвао Етолце, а аристократи су позвали Римљане. Грађани нису пустили Етолце у град, а Тита Квинкција Фламинина су пустили, иако је стигао касније. Македонски гарнизон је остао у акропољу не предајући се. Филип V Македонски је тражио преговоре са Фламинином. На преговорима су били присутни и римски савезници Етолци, Ахајци, Пергам и поред Римљана они су Филипу испоставили читаву листу захтева. Посебно су се у истицању захтева истицали Етолци. Основни захтев био је да Филип повуче своје гарнизоне из грчких градова. Римски савезници су сматрали да преговори треба одмах да се прекину уколико Филип не прихвати тај основни захтев. Циљ Тита Квинкција Фламинина био је другачији, да се одложи доношење одлуке, тако да је уговорено двомесечно примирје, током кога је требало да обе стране оду у Рим. У Сенату су Фламининови изасланици и изасланици савезника тражили да се македонски гарнизони повуку из градова, који су се сматрали оковима Грчке, а то су Деметријада, Халкида и Коринт. Македонски изасланици нису могли да се изјасне о том питању тврдећи да о томе немају инструкције. Сенат их је онда упутио да даље треба да преговарају са Фламинином, који је тада од Сената добио пуна овлаштења да склапа споразум са Филипом. Фламинину је империј продужен за годину дана, односно остао је као проконзул у Македонији.

## Битка код Киноскефала
Пошто је Ахајски савез постао римски савезник Филип је јако тешко могао да брани Аргос, па га је предао краљу Спарте Набиду, са којим је склопио споразум.
Фламинин је након тога склопио споразум са Набидом, по коме Набид склапа примирје са Ахајским савезом и даје Римљанима мању војну подршку. Фламинин је након тога уз подршку Атала и Аристена успео да придобије дотада неодлучну Беотију. Био је то велики успех, јер су Македонци након тога имали још само једнога савезника Акарнанију. У пролеће 197. п. н. е. Тит Квинкције Фламинин је окупио римску војску и војску грчких савезника и кренуо је у поход против Македоније. Римска војска је била подједнако бројна као и македонска војска, али захваљујући етолском контингенту имала је више коњице. Две војске су имале прве окршаје крај Фере у Тесалији. У коњичкој бици победила је римска војска, а након тога обе војске су се кретале паралелно једна другој према Скотузи. Две војске сукобиле су се у бици крај Киноскефала 197. п. н. е. У тој одлучној бици Другога македонскога рата римска војска под командом Тита Квинкција Фламинина победила је македонску војску под командом Филипа V Македонскога. У бици је погинуло око 8.000 македонских војника. Филип се након пораза повукао у Македонију, а тесалијски градови су се предали Римљанима.

## Наметање мировнога споразума Македонији
Филип је након пораза код Киноскефала тражио мир. Етолски стратег Фенеја је наљутио Тита Квинкција Фламинина својим хвалисањем, да су они најзаслужнији за победу. Фламинин је након тога игнорисао Етолце, а са Филипом је почео да преговара о миру. Етолци су се залагали за уништење Македоније као државе, али то није била у интересу Рима, јер би онда Етолски савез постао доминантна сила у Грчкој. Фламинин је нагласио да би у случају да нема Македоније Грчка била угрожена од Трачана, Илира и Гала. Филип је пристао на све римске захтеве. Филипу је забрањено да се меша у послове других грчких држава, морао је да плаћа ратну штету од 1.000 таланата и да преда таоце. Тит је био умерен у наметању мира Филипу, јер је имао у виду да је Ханибал наговарао Антиоха Великога да нападне Римљане. Етолци су раширили гласине да је Филип подмитио Тита Квинкција Фламинина. Сенат је послао комисију од 10 чланова да помогну Титу у сређивању ситуације у Грчкој. Саветовали су га да грчке градове остави слободне, али да задржи гарнизоне у Коринту, Халкиди и Деметријади као осигурање против Антиоха Великог. Етолци су на то отворено позвали градове да се побуне и позвали су Тита да ослободи „окове Грчке“.

## Злочини у Беотији
Након битке код Киноскефала Фламинин је великодушно ослободио све Беоћане, који су били заробљени борећи се у македонској војсци. Беоћани су били огорчени на Тита Квинкција Фламинина, који је на превару почетком 197. пре христа заузео Тебу. Због тога су након окончања рата за беотарха изабрали Брахила, који је био промакедонски оријентисан. Проримска фракција Тебе организовала је атентат на Брахила уз знање Фламинина. Након тога Беоћани су почели да нападају Римљане, који би путовали кроз Беотију. Напади су толико ескалирали, да је укупно убијено око 500 Римљана, а Фламинин је онда тражио од Беоћана да плате одштету због тих злочина и испоруче кривце. Када су се Беоћани оглушили почео је да пустоши Беотију и блокира Коронеју, где је убијено највише Римљана. Беоћани су успели уз помоћ Ахајаца да добију мир под повољнијим условима.

## Коначни мировни споразум
У пролеће 196. п. н. е. стигло је 10 римских комесара, који је требало да уређују ситуацију у Грчкој заједно са Фламинином. Заједно са Титом Квинкцијем Фламинином усагласили су коначни мировни споразум, којим је окончан Други македонски рат са Филипом V Македонским. Филипу је одобрен мир под следећим условима:
- све грчке државе у Европи и Азији бити ће независни
- Филип треба да из њих повуче своје гарнизоне и да их преда Римљанима
- Требало је да се повуче из градова Азије: Еуром, Педаса, Баргилија, Иасос, Мирина, Абид, Тасос и Перинт и да ти градови буду слободни
- Филип је требало да преда Риму све дезертере и заробљенике
- треба да преда све сем пет бродова и краљевскога брода
- Војска није смела да прелази број од 5.000 војника
- није смео да ратује ван граница Македоније без одобрења Сената
- требало је да плати 1.000 таланата, 500 таланата одмах, а 500 у десет годишњих рата[25]

Готово све грчке државе, са изузетком Етолскога савеза, прихватиле су такав мировни споразум. У сенатском декрету градови у Грчкој и Азији били су проглашени слободним, али за Коринт, Халкиду и Деметријаду комисија је требало да одлучи шта да се учини. Опасност од Антиоха Великога била је разлог зашто нису хтели да створе за њега могућност да освоји те стратешки значајне градове и из њих започне своје операције. Данима је римска комисија дискутовала заједно са Фламинином, који је инсистирао да Грчка остане слободна, ако желе да увере Грке да су Римљани дошли да им донесу слободу, а не да су дошли да за себе освоје територије, које је раније држао Филип.
Одлучено је ипак да се Коринт преда Ахајцима, а да Римљани задрже Акрокоринт, Халкиду и Деметријаду док не престане опасност од Антиоха Великога. Фламинин и комисија поделили су Тесалију на 4 државе: Магнесију, Перебију, Долопе и Тесалиотиду, Етолци су добили Амбракију, Локриду и Фокиду, али они нису били са тиме задовољни. Ахајски савез је добио све македонске поседе на Пелопонезу.

## Рат против Набида
Мир успостављен након победе над Македонијом није био дугога века. Тит Квинкције Фламинин је 195. п. н. е. сазвао скупштину грчких држава у Коринту да би се одлучило да ли да се објави рат Набиду. Били су присутни представници Етолскога савеза, Македоније, Рима, Пергама, Родоса, Тесалије и Ахајскога савеза. Све државе залагале су се за рат, сем Тесалије и Етолскога савеза, који су желели да Римљани одмах напусте Грчку. Представник Етолскога савеза оптужио је Римљане да ратом са Набидом траже повод да остану у Грчкој и да су заузели кључне стратешке тачке у Грчкој. Фламинин је рат против Набида искористио као изговор да би неколико легија остало у Грчкој. Прави циљ био је да у случају инвазије Антиоха III спречи Спарту и Етолски савез да постану његови савезници.
Тит Квинкције Фламинин је најпре послао изасланика у Спарту захтевајући да Набид преда Аргос Ахајском савезу или се у супротном суочи са ратом са Римом и његовим грчким савезницима. Набид је одбио да се повинује Фламининовом ултиматуму, па је 40.000 римских војника и њихових грчких савезника кренуло на Пелопонез. На Пелопонезу римској војсци се придружило 10.000 војника и 1.000 коњаника Ахајскога савеза под заповедништвом Аристена. У Аргосу се налазио јак спартански гарнизон, а када се изјаловила Фламининова нада да ће се Аргивци дићи на устанак кренуо је у Лаконију. Иако је Набидова војска била мање бројна он се припремио за жилав отпор. У две битке испод бедема Спарте спартанска војска је била поражена, али Фламинин је одустао од опсаде Спарте. Одлучио је да пустоши територију Лаконије. Уз помоћ свога брата Луција Квинкција Фламинина заузео је веома важну луку Гитиј. Након предаје Гитија Набид је Титу Квинкцију Фламинину послао изасланике са циљем да се преговара о мировном споразуму. Набид је Фламинину понудио да се повуче из Аргоса и да му преда римске дезертере и заробљенике. За разлику од Фламинина већина римских савезника била је за наставак рата, заузимање Спарте и свргавање Набида. Фламинин се бојао да би током идуће године један од конзула могао да добије одобрење да настави рат са Набидом, па би њему припала слава окончања тога рата. Тит Квинкције је због тога предложио мировни споразум са Набидом правдајући га веома тешком операцијом опсаде Спарте и опасношћу од рата са Антиохом. Међутим грађани Спарте су одбили тај споразум, па се рат наставио.

## Набидов пораз
Тит Квинкције Фламинин је повео 50.000 војника на Спарту. Неколико дана трајали су окршаји Римљана и Спартанаца испред бедема Спарте, а пети дан Римљани су победили и натерали Спартанце да се повуку у град. Започела је опсада Спарте. Када се Спарта нашла у очајној позицији, готово пред падом Набид је поново тражио мир, па му је поново понуђен споразум, који је раније био одбио. Одмах након завршетка рата Фламинин је присуствовао Немејским играма у Аргосу и прогласио је град слободним. Аргос се одмах придружио Ахајском савезу. Ослободио је обалне градове Лаконије и ставио их под ахајски протекторат.

## Успоставља стање у Грчкој по римској мери
Фламинин је течно говорио грчки и Тит Ливије га описује као филхелена. Био је велики поборник грчке културе, а Грци су га славили као ослободиоца. Вероватно је Фламинин разумевао слободе као слободе за грчку аристократију као римске клијенте, за разлику од периода када су били потчињени македонској власти. Радило се само о мекшем облику потчињености. Да би сузбио етолску пропаганду о томе да је Грчка уместо македонских окова добила нове римске окове Фламинин је саветовао Сенату да се повуку римски гарнизони из Акрокоринта, Халкиде, Деметријаде и других грчких градова. Када је коначно удесио ствари у Грчкој онако како је то Римљанима одговарало Фламинин се 194. п. н. е. опростио са Грцима саветујући их да паметно користе новостечене слободе и да остану верни Риму. Фламинин је при крају свога мандата у Грчкој откупио бројне Римљане, који су још током Другога пунскога рата били продани у робље, а Рим је одбијао да их откупи. По повратку у Рим Фламинину је одобрен велики тријумф.

## Поново посредује и поштеђује Спарту
Убрзо након што је римска војска напустила Грчку Етолци су потакли Набида и Антиоха Великога да се побуне против римскога поретка у Грчкој. Набид је кренуо да опседа Гитиј, који су раније Римљани предали Ахајцима. Римски Сенат је послао претора Гаја Атилија са флотом са задатком да заштити савезнике. Послали су и изасланство на челу са Фламинином. Он је стигао пре римске флоте и саветовао је Грке да ништа не предузимају пре него што стигне римска флота. Ипак Гитију је претила опасност, па је била нужна хитна акција. Ахајски савез под командом Филопемена успео је да победи Спартанце, који су се онда затворили у Спарту. Спартанци су се након пораза затворили у градове, па су Ахајци месец дана неометено пустошили Лаконију. Када је стигао Фламинин он је наговорио Филопемена да поштеди Спарту, а Набид је прихватио предају под истим условима као и први пут. Фламинин је и даље следио уобичајену схему римске политике, да зауставља јачега.

## Римски протекторат
Пред Римско-сиријски рат са Антиохом III Великим Фламинин је наговорио Филипа V Македонскога да буде на римској страни у предстојећем рату. Етолски савез успео је да неколико грчих држава нахушка против Рима. Доласком Антиоха Великога повећао се број његових савезника. Фламинин је присуствовао конгресу у Егијуму, на коме су се појавили и представници Етолскога савеза и Антиохови изасланици. Етолци су тражили од Ахајаца да остану неутрални, али Фламинин се оштро противио том савету, па су Ахајци остали лојални римски савезници. Рат против Антиоха у Европи окончао се римском победом у бици код Термопила 191. п. н. е. Фламинин је и даље остао у Грчкој, која је била под његовим надзором у једном облику протектората. Након одласка Антиоха наставио се рат у Грчкој против Етолаца. Оба пута Фламинин је интервенисао штитећи слабију страну. Док је конзул Маније Ацилије Глабрион опседао Наупакт Фламинин је дошао и заштитио Наупакт од пада Етолце од потпунога пораза и римске освете. Фламинин је схватио да није у римском интересу да остави у Грчкој ослабљени Етолски савез, који не би имао довољну моћ да ограничава ширење македонскога утицаја. У то време избило је неколико побуна на Пелопонезу. Потрудио се тада да омета Ахајски савез и да посије семе раздора на Пелопонезу. Спречио је да Ахајски савез заузме Месену, а Ахајци су морали да Римљанима предају Закинтос, који су на превару преузели од Аминандровога гувернера. У римском интересу није било ни да Ахајски савез постане превише јак и због тога је ометао његово јачање.

## Цензор
Након пацификације Грчке вратио се у Рим 190. п. н. е. Фламинин је изабран за цензора 189. п. н. е. заједно са Марком Клаудијем Марцелом (к. 196. п. н. е.). Најутицајнији људи у то време у Риму били су Сципион Африканац и Марко Порције Катон Старији. Сципиона Африканца је поставио за принцепса Сената. Катон је раније уклонио Луција Фламинина из Сената, па је постао смртни непријатељ Тита Квинкција Фламинина и супростављао се свим његовим политичким акцијама.

## Улога у Ханибаловој смрти
Током 183. п. н. е. послали су га у дипломатску мисију у Битинију код краља Прусије I, који јсе бојао римске освете. Тражио је од Прусије да испоручи Ханибала, који је код њега нашао уточиште. Међутим када је Прусија покушао да Ханибала ухапси да би га предао тада је Ханибал попио унапред припремљени отров. Када је та вест стигла у Сенат многи су сматрали да је Тит био окрутан, јер Ханибал је био тада безопасан.